# Bugarska na Olimpijskim igrama 2016.
Bugarska će nastupiti na Ljetnim olimpijskim igrama 2016. u Brazilu.

## Atletika
- bacanje kugle (M): Georgi Ivanov[1]

## Streljaštvo
- 10 m zračni pištolj (M): 1 mjesto (Samuil Donkov)[2]